# Amontillado

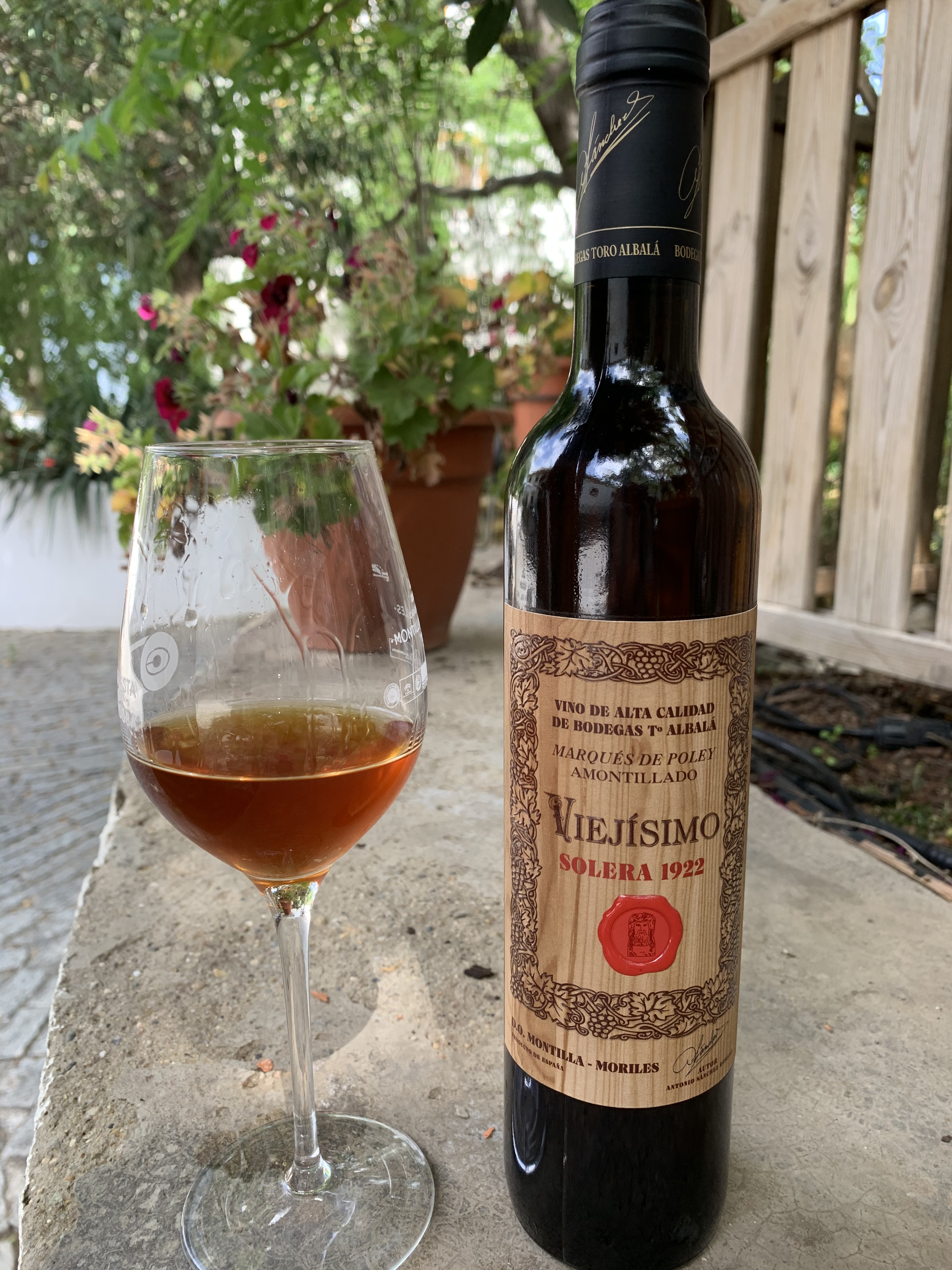
Amontillado en copa alta

El amontillado es un vino generoso propio de Montilla y del Marco de Jerez, Andalucía (España). Por sus características enológicas se halla entre el fino y el oloroso. Este vino adquiere el nombre por su método de elaboración.

## Características
El Amontillado es un vino singular, que combina la crianza bajo velo de flor, propia del Fino y la Manzanilla, a lo largo de los primeros  años  en  las  criaderas, pero que en un momento dado se desvía y se encabeza hasta 18 a 20 grados, con lo que el velo de flor desaparece y el vino se expone a una crianza oxidativa, mediante procesos físico-químicos, que lo oscurecen paulatinamente. Elaborado con uva palomino o Pedro Ximénez, esa fusión de crianzas hace de los Amontillados vinos extraordinariamente complejos e interesantes.
Los vinos amontillados son de elevada graduación alcohólica —entre 16º y 22º— y se producen actualmente en la D.O. Montilla-Moriles y dan lugar a esta denominación, pero también en las D.O. Jerez y D.O. Condado de Huelva. En cuanto al consumo, estamos ante un vino recio, para acompañar carnes o tapear. También se puede tomar con quesos fuertes: quesos curados y quesos azules o con un puro habano en la sobremesa.

## Literatura
El escritor Edgar Allan Poe hizo famoso esta variedad de vino con su cuento, El barril de amontillado donde el narrador de la historia dice haber adquirido un barril de amontillado como pretexto para llevar a cabo una venganza personal.